# Червоноярське газоконденсатне родовище
Червоноярське газоконденсатне родовище — належить до Машівсько-Шебелинського газоносного району Східного нафтогазоносного регіону України.

## Опис
Розташоване в Харківській області на відстані 16 км від м. Берестин.
Знаходиться в сх. частині приосьової зони Дніпровсько-Донецької западини в межах Хрестищенсько-Єфремівського структурного валу.
Структура виявлена в 1973-76 рр. Відклади пермі і верхнього карбону занурені на півн. від Хрестищенського соляного штоку і обмежені скидами. Розміри блоку по ізогіпсі — 3750 м 2,1х0,9 м. Перший промисл. приплив газоконденсатної суміші отримано з відкладів араукаритової світи верхнього карбону з інт. 3530-3570, 3645-3680 м.
Поклад масивно-пластовий, тектонічно екранований з нафтовою облямівкою. Режим покладів газовий.
Експлуатується з 1981 р. Запаси початкові видобувні категорій А+В+С1: газу — 2982 млн. м³; конденсату — 112 тис. т.